# Шейдт, Каспар
Каспар Шейдт (нем. Caspar Scheidt, иногда Шейт [Caspar Scheit]; ок. 1520 — 1565, Вормс) — немецкий поэт предположительно французского происхождения.
По некоторым данным Шейдт родом из Северной Франции и работал в Вормсе учителем. Там у него учился его племянник Иоганн Фишарт.
Шейдт прославился своими переводами Фридриха Дедекинда. В 1551 году Шейдт переложил его «Гробиануса» на немецкий язык и дополнил в народном стиле.
В возрасте 45 лет Каспар Шейдт умер в Вормсе.